# Sfânta Ursula

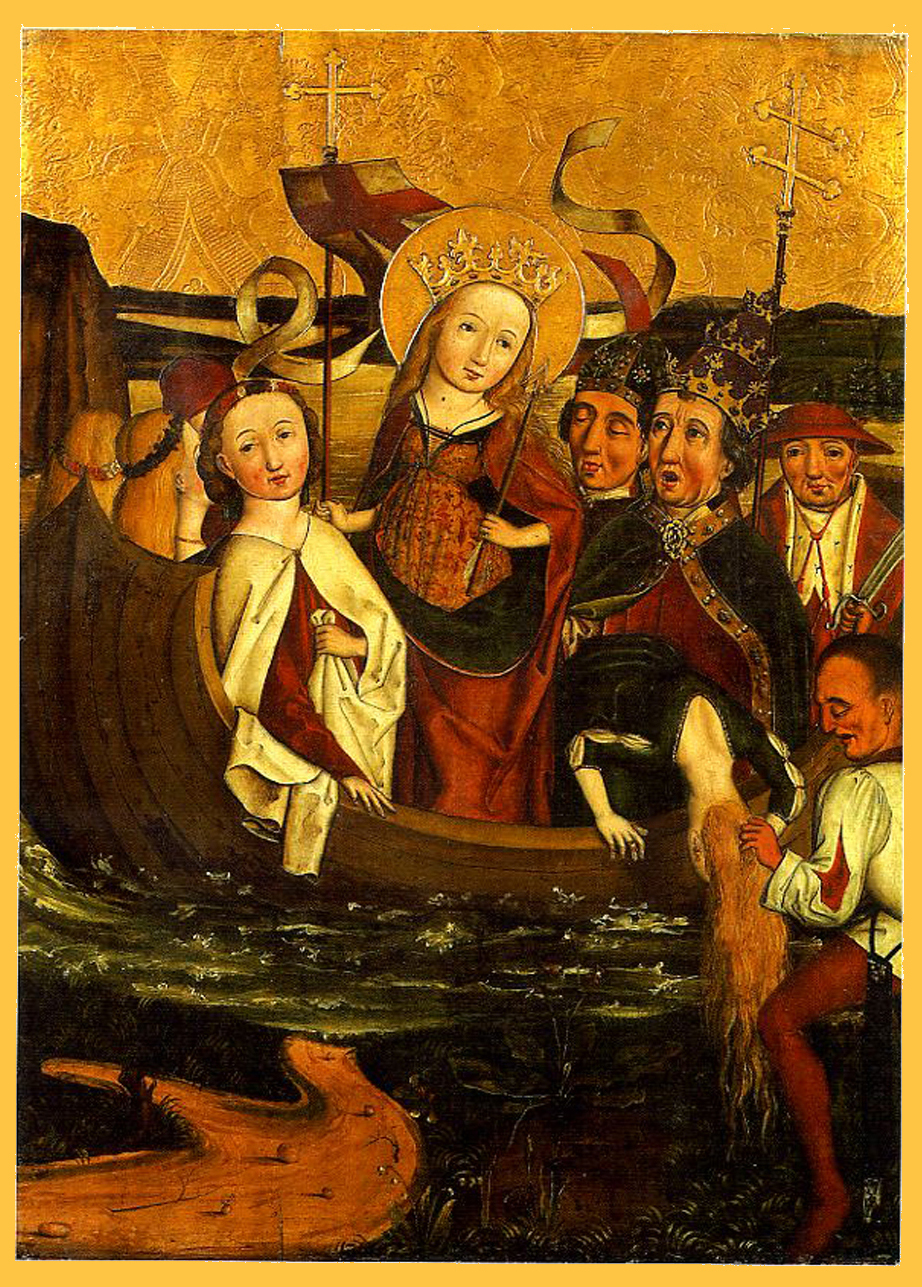
Martiriul Sfintei Ursula,
meşter transilvănean anonim din sec. al XVI-lea

Ursula este în tradiția catolică o martiră creștină care a trăit în Köln în secolul al IV-lea. Ursula este patroana a Ordinului Ursulinelor, călugărițe care au activat și în Transilvania. Prăznuirea ei în Biserica Catolică este la data de 21 octombrie. Din cauza lipsei de informații despre grupul anonim de sfinte fecioare, care la o dată nesigură au fost uciși la Köln, comemorarea sfintei Ursula a fost inițial omisă din calendarul catolic al sfinților. Acest lucru a fost corectat  în anul 1969. Dar aceste fecioare și sfânta Ursula a fost întotdeauna ținute în lista oficială a sfinților Bisericii Catolice .
Legenda spune că Sfânta Ursula a fost o prințesă romano-britanică, care, la cererea tatălui ei regele Donaut de Dumnonia din sud-vestul Angliei, a ridicat ancora să se alăture viitorului ei soț, guvernatorul păgân Conan Meriadoc de Armorica (din Anglia), împreună cu alte 11.000 de slujitoare virgine. Cu toate acestea, o furtună miraculoasă le-a adus peste mare, într-o singură zi într-un port din Galia, unde Ursula a declarat că, înainte de căsătorie, va întreprinde un pelerinaj prin Europa. Ea s-a îndreptat către Roma, împreună cu slujitoarele sale și, spune legenda, l-a convins pe Papa Cyriacus (necunoscut în evidențele pontificale), și pe Sulpicius, episcop de Ravenna, să i se alăture. S-a stabilit la Köln, care ulterior a fost asediat de huni. După cucerirea orașului de către Huni toate fecioarele au fost decapitate într-un masacru. Se crede că conducătorul hunilor a omorât-o pe Ursula în anul 383 (dată nesigură).